# Fuente del Maestre
Fuente del Maestre je španělské město situované v provincii Badajoz (autonomní společenství Extremadura).

## Poloha
Obec se nachází na úbočí pohoří San Jorge. Obec je vzdálena 14 km od Zafry, 17 km od Almendraleja, 45 km od Méridy a 68 km od města Badajoz. Patří do okresu Zafra - Río Bodión a soudního okresu Villafranca de los Barros. 8 km od obce prochází dálnice A-66 a 5 km od obce prochází národní silnice N-432 jdoucí z Badajozu do Granady.

## Historie
V roce 1834 se obec stává součástí soudního okresu Zafra. V roce 1842 čítala obec 1 420 usedlostí a 4 580 obyvatel.

## Odkazy

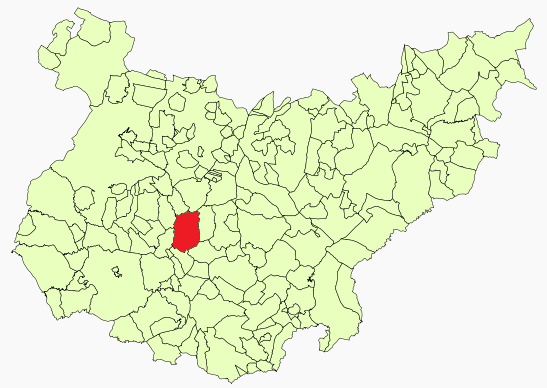
Poloha obce v provincii Badajoz

## Demografie
| Populace obce Fuente del Maestre z let (1842–2010) | Populace obce Fuente del Maestre z let (1842–2010) | Populace obce Fuente del Maestre z let (1842–2010) | Populace obce Fuente del Maestre z let (1842–2010) | Populace obce Fuente del Maestre z let (1842–2010) | Populace obce Fuente del Maestre z let (1842–2010) | Populace obce Fuente del Maestre z let (1842–2010) | Populace obce Fuente del Maestre z let (1842–2010) | Populace obce Fuente del Maestre z let (1842–2010) | Populace obce Fuente del Maestre z let (1842–2010) | Populace obce Fuente del Maestre z let (1842–2010) | Populace obce Fuente del Maestre z let (1842–2010) | Populace obce Fuente del Maestre z let (1842–2010) | Populace obce Fuente del Maestre z let (1842–2010) | Populace obce Fuente del Maestre z let (1842–2010) | Populace obce Fuente del Maestre z let (1842–2010) | Populace obce Fuente del Maestre z let (1842–2010) | Populace obce Fuente del Maestre z let (1842–2010) |
| -------------------------------------------------- | -------------------------------------------------- | -------------------------------------------------- | -------------------------------------------------- | -------------------------------------------------- | -------------------------------------------------- | -------------------------------------------------- | -------------------------------------------------- | -------------------------------------------------- | -------------------------------------------------- | -------------------------------------------------- | -------------------------------------------------- | -------------------------------------------------- | -------------------------------------------------- | -------------------------------------------------- | -------------------------------------------------- | -------------------------------------------------- | -------------------------------------------------- |
| 1842                                               | 1857                                               | 1860                                               | 1877                                               | 1887                                               | 1897                                               | 1900                                               | 1910                                               | 1920                                               | 1930                                               | 1940                                               | 1950                                               | 1960                                               | 1970                                               | 1981                                               | 1991                                               | 2001                                               | 2010                                               |
| 4 580                                              | 5 869                                              | 5 890                                              | 6 055                                              | 6 500                                              | 6 766                                              | 6 928                                              | 7 313                                              | 8 007                                              | 8 223                                              | 8 342                                              | 8 338                                              | 8 068                                              | 6 853                                              | 6 521                                              | 6 596                                              | 6 861                                              | 6 946                                              |